# Timarcha coarcticollis paulinoi
Timarcha coarcticollis paulinoi é uma subespécie de insetos coleópteros polífagos pertencente à família Chrysomelidae.
A autoridade científica da subespécie é Kraatz, tendo sido descrita no ano de 1879.
Trata-se de uma subespécie presente no território português.